# EFS Flug-Service
EFS Flug-Service GmbH war ein deutsches Charterflugunternehmen mit Sitz am Flughafen Düsseldorf. Das Unternehmen wurde 1980 gegründet, es betrieb Geschäftsreiseflüge und Lufttaxiverkehr. Laut dem Jahresabschluss vom 31. Dezember 2007 wurden die drei Flugzeuge des Unternehmens sicherheitsübereignet. Am 9. März 2009 wurde beim Amtsgericht in Düsseldorf das Insolvenzverfahren eröffnet und die Gesellschaft aufgelöst.

## Flotte
- 2  × Cessna Citation
- 1  × Gulfstream G550